# Stazione di Mira Buse
La stazione di Mira Buse è una stazione ferroviaria di superficie della linea Adria-Mestre, situata in comune di Mira presso la località le Buse (a sud della frazione Mira Porte).
Si colloca tra la stazione di Oriago e la fermata di Casello 11.

## Storia
Nel 2006, nell'ambito del progetto del Sistema Ferroviario Metropolitano Regionale, il piano binari ha subito un ampliamento con la costruzione di altri due binari (collegati tra di loro da un sottopassaggio) per il servizio viaggiatori e con l'adeguamento, per l'accessibilità ai portatori di handicap, del precedente marciapiede laterale. I nuovi binari, che ad oggi (aprile 2018) risultano ancora scollegati dalla rete, sono tronchi in direzione da e per Venezia. Contemporaneamente erano cominciati i lavori di elettrificazione tra questa stazione e Venezia Mestre, ma non risultano ancora completati nella sua intierezza.

## Strutture e impianti

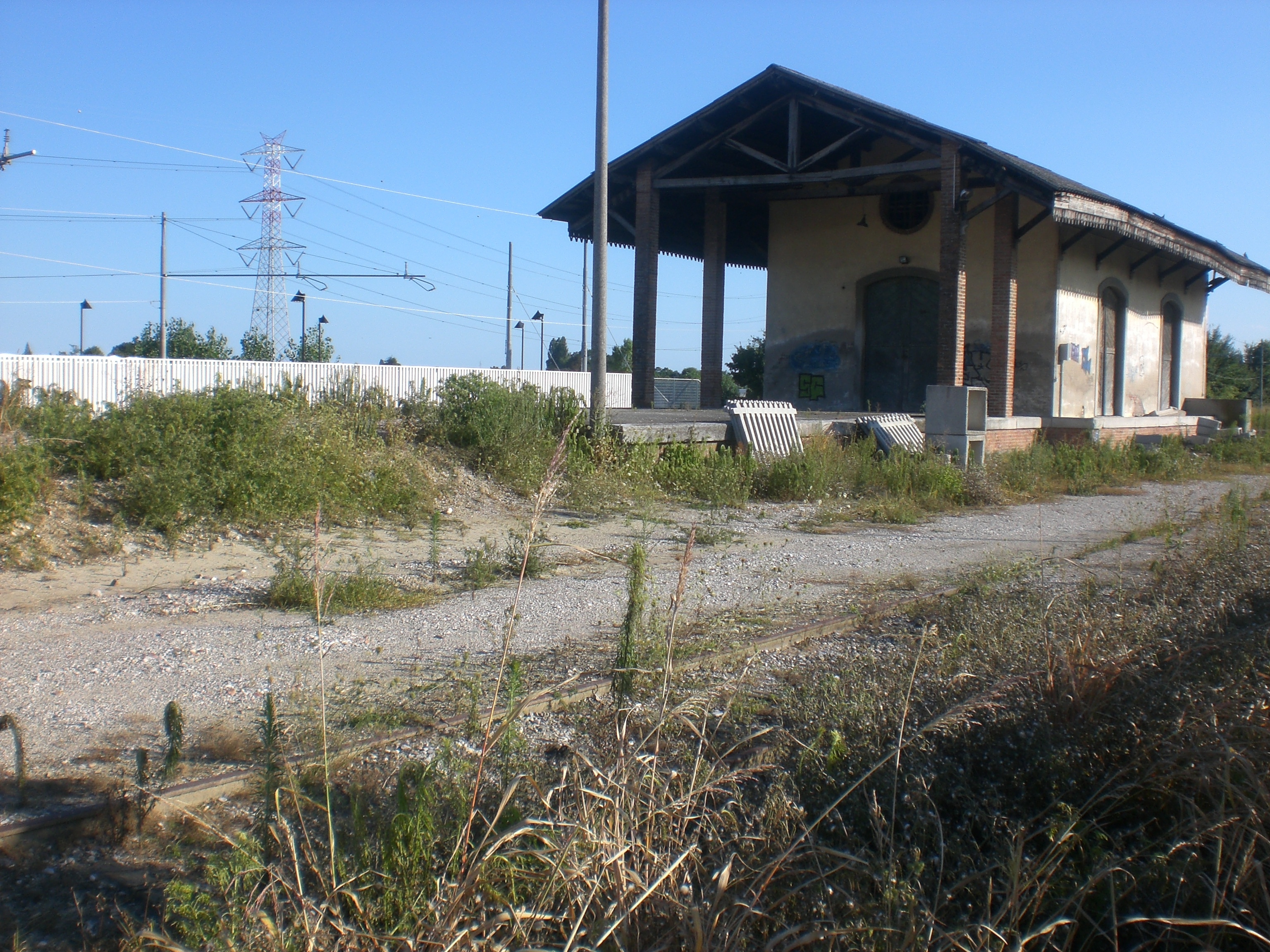
Lo scalo merci

La stazione è dotata di 4 binari, sottopassaggio e impianto ACEI automatico di tipo semplificato.
L'impianto fino al 2006 era dotato del classico binario di raddoppio con un marciapiede laterale ed uno ad isola (non ancora demolito). Più ampio rispetto alle altre stazioni è lo scalo merci, non più utilizzato, dotato di tre binari tronchi collegati da varie bretelle: l'ampiezza è giustificata dal fatto che dallo scalo merci di Mira Buse si diramava il raccordo con la Mira Lanza, tuttora armato e collegato alla rete, seppure non più percorribile per intero a causa della realizzazione di una nuova strada che ha ricoperto con l'asfalto le rotaie.

## Movimento
Dal 1 settembre 2024, la stazione è servita dai treni regionali svolti da Trenitalia nell'ambito del contratto di servizio stipulato con la Regione del Veneto. In precedenza, fino al 31 agosto 2024, il servizio ferroviario era gestito da Sistemi Territoriali.
Dal 13 giugno 2010 e fino al 2013 sono state istituite delle corsette da e per Venezia Santa Lucia con capolinea a Mira Buse, limite della tratta elettrificata; inizialmente effettuate con elettrotreni a 4 casse ETR 340 tipo FLIRT, negli ultimi mesi prima della soppressione sono state impiegate automotrici diesel del tipo Aln663 o Aln668.